# 桃儿七属
桃儿七属（学名：Sinopodophyllum）是小檗科下的一个属。该属仅有桃儿七（Sinopodophyllum emodi）一种，分布于中国西南和西北部以及锡金、尼泊尔、印度北部、巴基斯坦和阿富汗等地。